# 神宮式年遷宮

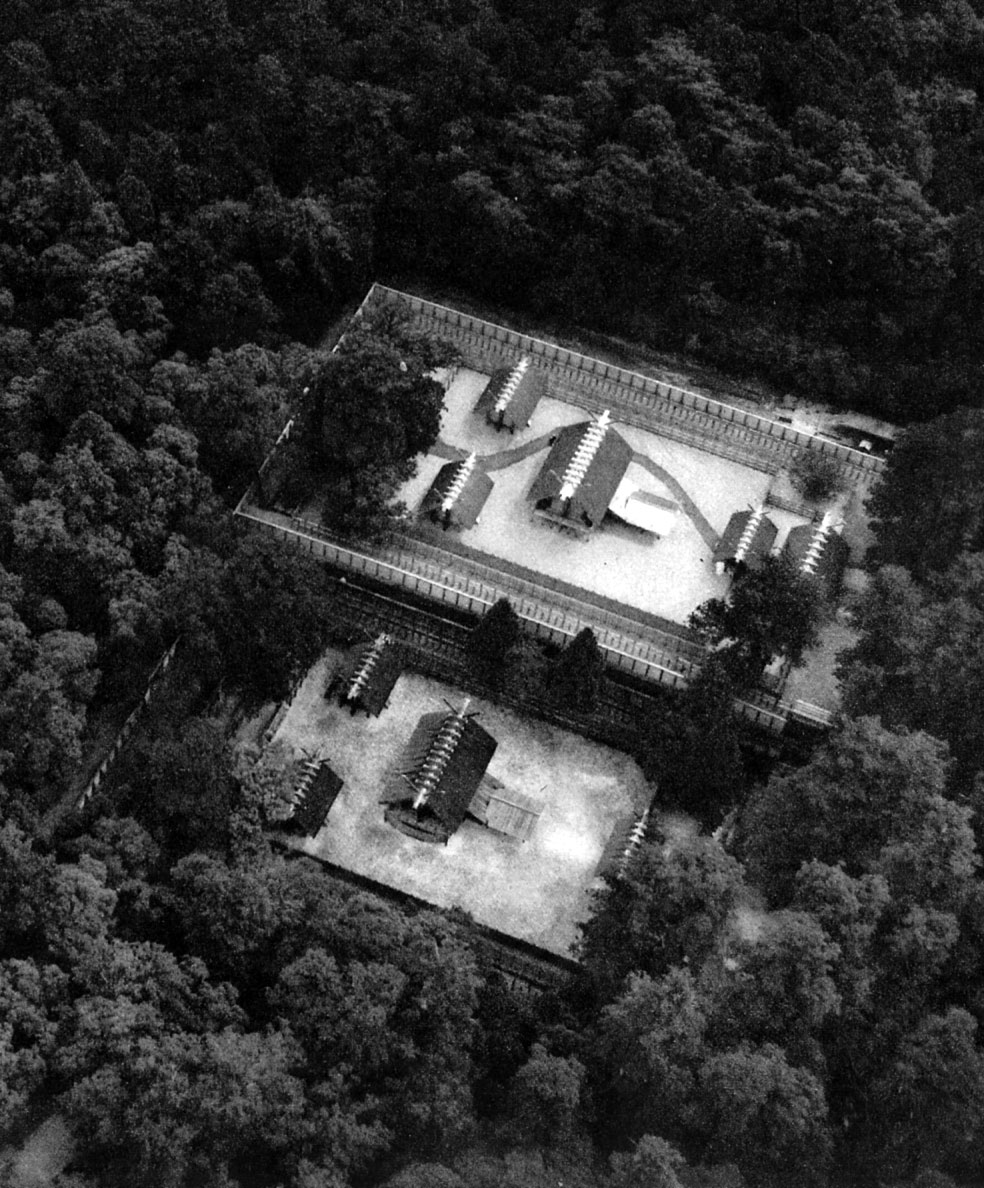
1953年第59回式年遷宮，空拍圖上方為新建的內宮正殿，下方為舊的內宮正殿

神宮式年遷宮（日语：／ Jingō shiki'nen sengō）是指日本三重縣的伊勢神宮每20年舉行一次的式年遷宮儀式。原則上伊勢神宮每20年就會重建一次内宮（皇大神宮）、外宮（豐受大神宮）兩座正宮的正殿和14座別宮的全部社殿。最近的一次神宮式年遷宮是在2013年。遷宮時會舉辦眾多行事。

## 儀式

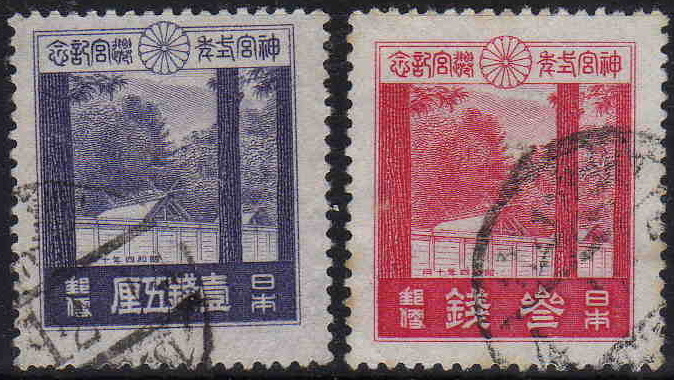
第58回式年遷宮記念邮票

神宮本殿每隔二十年，依原型進行重建，稱為神宮式年遷宮（或稱式年遷宮、正遷宮）。按太神宮諸雜事記記載，式年遷宮制度定於天武天皇十四年，于持統天皇四年進行第一回遷宮。延曆儀式帳亦記載：「常限廿箇年一度，遷奉新宮。置造宮使，補長官、次官、判官各一人，主典二人，木工長上一人，番上工卌人。」推測遷宮之原因為保持社殿清淨、莊嚴，以及與掘立柱建物式伊勢神宮建築的耐用年數有關。此外，亦包括承傳唯一神明造之建築技術與傳統工藝等意味。重建後的汰換建材將分與神宮內其他社殿與施設所用，或讓予日本各地神社以重複利用。

## 歷史
式年遷宮始於690年，至今已經延續一千三百餘年，最近一次（第六十二次）遷宮於2013年10月2日舉行。

### 歷次式年遷宮列表
- 以下列表的日期在1872年（明治5年）之前為陰曆（舊曆），1873年（明治6年）起為太陽曆（新曆）。

| 年月日                             | 年月日                             | 事件                     | 事件                     | 天皇          |
| ---------------------------------- | ---------------------------------- | ------------------------ | ------------------------ | ------------- |
| 天武天皇14年（685年）              | 天武天皇14年（685年）              | 訂定式年遷宮的制度       | 訂定式年遷宮的制度       | 天武          |
| 持統天皇4年（690年）10月           | 持統天皇4年（690年）10月           | 第1回式年遷宮            | 内宮                     | 持統          |
| 持統天皇6年（692年）               | 持統天皇6年（692年）               | 第1回式年遷宮            | 外宮                     | 持統          |
| 和同2年（709年）                   | 和同2年（709年）                   | 第2回式年遷宮            | 内宮                     | 元明          |
| 和同4年（711年）                   | 和同4年（711年）                   | 第2回式年遷宮            | 外宮                     | 元明          |
| 天平元年（729年）                  | 天平元年（729年）                  | 第3回式年遷宮            | 内宮                     | 聖武          |
| 天平4年（732年）                   | 天平4年（732年）                   | 第3回式年遷宮            | 外宮                     | 聖武          |
| 天平19年（747年）9月               | 天平19年（747年）9月               | 第4回式年遷宮            | 内宮                     | 聖武          |
| 天平勝寶元年（749年）              | 天平勝寶元年（749年）              | 第4回式年遷宮            | 外宮                     | 孝謙          |
| 天平神護2年（766年）               | 天平神護2年（766年）               | 第5回式年遷宮            | 内宮                     | 稱德          |
| 神護景雲2年（768年）               | 神護景雲2年（768年）               | 第5回式年遷宮            | 外宮                     | 稱德          |
| 延曆4年（785年）9月18日            | 延曆4年（785年）9月18日            | 第6回式年遷宮            | 内宮                     | 桓武          |
| 延曆6年（787年）                   | 延曆6年（787年）                   | 第6回式年遷宮            | 外宮                     | 桓武          |
| 延曆11年（792年）                  | 延曆11年（792年）                  | 臨時遷宮                 | 内宮                     | 桓武          |
| 弘仁元年（810年）9月               | 弘仁元年（810年）9月               | 第7回式年遷宮            | 内宮                     | 嵯峨          |
| 弘仁3年（812年）9月                | 弘仁3年（812年）9月                | 第7回式年遷宮            | 外宮                     | 嵯峨          |
| 天長6年（829年）9月                | 天長6年（829年）9月                | 第8回式年遷宮            | 内宮                     | 淳和          |
| 天長8年（831年）9月                | 天長8年（831年）9月                | 第8回式年遷宮            | 外宮                     | 淳和          |
| 嘉祥2年（849年）9月                | 嘉祥2年（849年）9月                | 第9回式年遷宮            | 内宮                     | 仁明          |
| 仁壽元年（851年）9月               | 仁壽元年（851年）9月               | 第9回式年遷宮            | 外宮                     | 文德          |
| 貞觀10年（868年）9月               | 貞觀10年（868年）9月               | 第10回式年遷宮           | 内宮                     | 清和          |
| 貞觀12年（870年）9月               | 貞觀12年（870年）9月               | 第10回式年遷宮           | 外宮                     | 清和          |
| 仁和2年（886年）9月                | 仁和2年（886年）9月                | 第11回式年遷宮           | 内宮                     | 光孝          |
| 寬平元年（889年）10月              | 寬平元年（889年）10月              | 第11回式年遷宮           | 外宮                     | 宇多          |
| 延喜5年（905年）9月                | 延喜5年（905年）9月                | 第12回式年遷宮           | 内宮                     | 醍醐          |
| 延喜7年（907年）                   | 延喜7年（907年）                   | 第12回式年遷宮           | 外宮                     | 醍醐          |
| 延長2年（924年）9月                | 延長2年（924年）9月                | 第13回式年遷宮           | 内宮                     | 醍醐          |
| 延長4年（926年）                   | 延長4年（926年）                   | 第13回式年遷宮           | 外宮                     | 醍醐          |
| 天慶6年（943年）9月                | 天慶6年（943年）9月                | 第14回式年遷宮           | 内宮                     | 朱雀          |
| 天慶8年（945年）12月               | 天慶8年（945年）12月               | 第14回式年遷宮           | 外宮                     | 朱雀          |
| 應和2年（962年）9月                | 應和2年（962年）9月                | 第15回式年遷宮           | 内宮                     | 村上          |
| 康保元年（964年）9月               | 康保元年（964年）9月               | 第15回式年遷宮           | 外宮                     | 村上          |
| 天元4年（981年）9月17日            | 天元4年（981年）9月17日            | 第16回式年遷宮           | 内宮                     | 圓融          |
| 永觀元年（983年）9月               | 永觀元年（983年）9月               | 第16回式年遷宮           | 外宮                     | 圓融          |
| 長保2年（1000年）9月16日           | 長保2年（1000年）9月16日           | 第17回式年遷宮           | 内宮                     | 一条          |
| 長保4年（1002年）9月               | 長保4年（1002年）9月               | 第17回式年遷宮           | 外宮                     | 一条          |
| 寬仁3年（1019年）9月17日           | 寬仁3年（1019年）9月17日           | 第18回式年遷宮           | 内宮                     | 後一条        |
| 治安元年（1021年）9月16日          | 治安元年（1021年）9月16日          | 第18回式年遷宮           | 外宮                     | 後一条        |
| 長曆2年（1038年）                  | 長曆2年（1038年）                  | 第19回式年遷宮           | 内宮                     | 後朱雀        |
| 長久元年（1040年）9月15日          | 長久元年（1040年）9月15日          | 第19回式年遷宮           | 外宮                     | 後朱雀        |
| 天喜5年（1057年）9月               | 天喜5年（1057年）9月               | 第20回式年遷宮           | 内宮                     | 後冷泉        |
| 康平2年（1059年）9月               | 康平2年（1059年）9月               | 第20回式年遷宮           | 外宮                     | 後冷泉        |
| 承保3年（1076年）                  | 承保3年（1076年）                  | 第21回式年遷宮           | 内宮                     | 白河          |
| 承曆2年（1078年）                  | 承曆2年（1078年）                  | 第21回式年遷宮           | 外宮                     | 白河          |
| 嘉保2年（1095年）9月               | 嘉保2年（1095年）9月               | 第22回式年遷宮           | 内宮                     | 堀河          |
| 承德元年（1097年）9月              | 承德元年（1097年）9月              | 第22回式年遷宮           | 外宮                     | 堀河          |
| 永久2年（1114年）9月16日           | 永久2年（1114年）9月16日           | 第23回式年遷宮           | 内宮                     | 鳥羽          |
| 永久4年（1116年）9月               | 永久4年（1116年）9月               | 第23回式年遷宮           | 外宮                     | 鳥羽          |
| 長承2年（1133年）9月16日           | 長承2年（1133年）9月16日           | 第24回式年遷宮           | 内宮                     | 崇德          |
| 保延元年（1135年）9月              | 保延元年（1135年）9月              | 第24回式年遷宮           | 外宮                     | 崇德          |
| 仁平2年（1152年）9月               | 仁平2年（1152年）9月               | 第25回式年遷宮           | 内宮                     | 近衛          |
| 久壽元年（1154年）9月              | 久壽元年（1154年）9月              | 第25回式年遷宮           | 外宮                     | 近衛          |
| 觀應元年（1169年）                 | 觀應元年（1169年）                 | 臨時遷宮                 | 内宮                     | 高倉          |
| 承安元年（1171年）                 | 承安元年（1171年）                 | 第26回式年遷宮           | 内宮                     | 高倉          |
| 承安3年（1173年）                  | 承安3年（1173年）                  | 第26回式年遷宮           | 外宮                     | 高倉          |
| 建久元年（1190年）9月16日          | 建久元年（1190年）9月16日          | 第27回式年遷宮           | 内宮                     | 後鳥羽        |
| 建久3年（1192年）                  | 建久3年（1192年）                  | 第27回式年遷宮           | 外宮                     | 後鳥羽        |
| 承元3年（1209年）9月16日           | 承元3年（1209年）9月16日           | 第28回式年遷宮           | 内宮                     | 土御門        |
| 建曆元年（1211年）9月              | 建曆元年（1211年）9月              | 第28回式年遷宮           | 外宮                     | 順德          |
| 安貞2年（1228年）9月16日           | 安貞2年（1228年）9月16日           | 第29回式年遷宮           | 内宮                     | 後堀河        |
| 寬喜2年（1230年）                  | 寬喜2年（1230年）                  | 第29回式年遷宮           | 外宮                     | 後堀河        |
| 寶治元年（1247年）9月16日          | 寶治元年（1247年）9月16日          | 第30回式年遷宮           | 内宮                     | 後深草        |
| 建長元年（1249年）9月26日          | 建長元年（1249年）9月26日          | 第30回式年遷宮           | 外宮                     | 後深草        |
| 文永6年（1266年）9月16日           | 文永6年（1266年）9月16日           | 第31回式年遷宮           | 内宮                     | 龜山          |
| 文永5年（1268年）9月15日           | 文永5年（1268年）9月15日           | 第31回式年遷宮           | 外宮                     | 龜山          |
| 弘安8年（1285年）9月16日           | 弘安8年（1285年）9月16日           | 第32回式年遷宮           | 内宮                     | 後宇多        |
| 弘安10年（1287年）9月18日          | 弘安10年（1287年）9月18日          | 第32回式年遷宮           | 外宮                     | 後宇多        |
| 嘉元2年（1304年）12月22日          | 嘉元2年（1304年）12月22日          | 第33回式年遷宮           | 内宮                     | 後二条        |
| 德治元年（1306年）12月20日         | 德治元年（1306年）12月20日         | 第33回式年遷宮           | 外宮                     | 後二条        |
| 元亨3年（1323年）9月16日           | 元亨3年（1323年）9月16日           | 第34回式年遷宮           | 内宮                     | 後醍醐        |
| 正中2年（1325年）9月16日           | 正中2年（1325年）9月16日           | 第34回式年遷宮           | 外宮                     | 後醍醐        |
| 興國4年/康永2年（1343年）12月28日  | 興國4年/康永2年（1343年）12月28日  | 第35回式年遷宮           | 内宮                     | 後村上/光明   |
| 興國6年/貞和元年（1345年）12月27日 | 興國6年/貞和元年（1345年）12月27日 | 第35回式年遷宮           | 外宮                     | 後村上/光明   |
| 正平19年/貞治3年（1364年）2月16日  | 正平19年/貞治3年（1364年）2月16日  | 第36回式年遷宮           | 内宮                     | 後村上/後光嚴 |
| 天授6年/康曆2年（1380年）9月8日    | 天授6年/康曆2年（1380年）9月8日    | 第36回式年遷宮           | 外宮                     | 後龜山/後圓融 |
| 元中8年/明德2年（1391年）12月20日  | 元中8年/明德2年（1391年）12月20日  | 第37回式年遷宮           | 内宮                     | 後龜山/後小松 |
| 應永7年（1400年）2月28日           | 應永7年（1400年）2月28日           | 第37回式年遷宮           | 外宮                     | 後小松        |
| 應永18年（1411年）12月             | 應永18年（1411年）12月             | 第38回式年遷宮           | 内宮                     | 後小松        |
| 應永26年（1419年）12月21日         | 應永26年（1419年）12月21日         | 第38回式年遷宮           | 外宮                     | 稱光          |
| 永享3年（1431年）12月20日          | 永享3年（1431年）12月20日          | 第39回式年遷宮           | 内宮                     | 後花園        |
| 永享6年（1434年）9月23日           | 永享6年（1434年）9月23日           | 第39回式年遷宮           | 外宮                     | 後花園        |
| 寬正3年（1462年）12月27日          | 寬正3年（1462年）12月27日          | 第40回式年遷宮           | 内宮                     | 後花園        |
| 永祿6年（1563年）9月23日           | 永祿6年（1563年）9月23日           | 第40回式年遷宮           | 外宮                     | 正親町        |
| 天正13年（1585年）                 | 10月13日                           | 第41回式年遷宮           | 内宮                     | 正親町        |
| 天正13年（1585年）                 | 10月15日                           | 第41回式年遷宮           | 外宮                     | 正親町        |
| 慶長14年（1609年）                 | 9月21日                            | 第42回式年遷宮           | 内宮                     | 後陽成        |
| 慶長14年（1609年）                 | 9月27日                            | 第42回式年遷宮           | 外宮                     | 後陽成        |
| 寬永6年（1629年）                  | 9月21日                            | 第43回式年遷宮           | 内宮                     | 後水尾        |
| 寬永6年（1629年）                  | 9月23日                            | 第43回式年遷宮           | 外宮                     | 後水尾        |
| 慶安2年（1649年）                  | 9月25日                            | 第44回式年遷宮           | 内宮                     | 後光明        |
| 慶安2年（1649年）                  | 9月27日                            | 第44回式年遷宮           | 外宮                     | 後光明        |
| 天和3年（1663年）3月10日           | 天和3年（1663年）3月10日           | 臨時遷宮                 | 内宮                     | 後光明        |
| 寬文9年（1669年）                  | 9月26日                            | 第45回式年遷宮           | 内宮                     | 靈元          |
| 寬文9年（1669年）                  | 9月28日                            | 第45回式年遷宮           | 外宮                     | 靈元          |
| 元祿2年（1689年）                  | 9月10日                            | 第46回式年遷宮           | 内宮                     | 東山          |
| 元祿2年（1689年）                  | 9月13日                            | 第46回式年遷宮           | 外宮                     | 東山          |
| 寶永6年（1709年）                  | 9月2日                             | 第47回式年遷宮           | 内宮                     | 中御門        |
| 寶永6年（1709年）                  | 9月5日                             | 第47回式年遷宮           | 外宮                     | 中御門        |
| 享保14年（1729年）                 | 9月3日                             | 第48回式年遷宮           | 内宮                     | 中御門        |
| 享保14年（1729年）                 | 9月6日                             | 第48回式年遷宮           | 外宮                     | 中御門        |
| 寬延2年（1749年）                  | 9月1日                             | 第49回式年遷宮           | 内宮                     | 桃園          |
| 寬延2年（1749年）                  | 9月4日                             | 第49回式年遷宮           | 外宮                     | 桃園          |
| 明和6年（1769年）                  | 9月3日                             | 第50回式年遷宮           | 内宮                     | 後櫻町        |
| 明和6年（1769年）                  | 9月6日                             | 第50回式年遷宮           | 外宮                     | 後櫻町        |
| 寬政元年（1789年）                 | 9月1日                             | 第51回式年遷宮           | 内宮                     | 光格          |
| 寬政元年（1789年）                 | 9月1日                             | 第51回式年遷宮           | 外宮                     | 光格          |
| 文化6年（1809年）                  | 10月16日                           | 第52回式年遷宮           | 内宮                     | 光格          |
| 文化6年（1809年）                  | 10月16日                           | 第52回式年遷宮           | 外宮                     | 光格          |
| 文政12年（1829年）                 | 9月2日                             | 第53回式年遷宮           | 内宮                     | 仁孝          |
| 文政12年（1829年）                 | 9月5日                             | 第53回式年遷宮           | 外宮                     | 仁孝          |
| 嘉永2年（1849年）                  | 9月2日                             | 第54回式年遷宮           | 内宮                     | 孝明          |
| 嘉永2年（1849年）                  | 9月5日                             | 第54回式年遷宮           | 外宮                     | 孝明          |
| 明治2年（1869年）                  | 9月4日                             | 第55回式年遷宮           | 内宮                     | 明治          |
| 明治2年（1869年）                  | 9月7日                             | 第55回式年遷宮           | 外宮                     | 明治          |
| 明治22年（1889年）                 | 10月2日                            | 第56回式年遷宮           | 内宮                     | 明治          |
| 明治22年（1889年）                 | 10月5日                            | 第56回式年遷宮           | 外宮                     | 明治          |
| 明治33年（1900年）10月2日          | 明治33年（1900年）10月2日          | 臨時遷宮                 | 内宮                     | 明治          |
| 明治42年（1909年）                 | 10月2日                            | 第57回式年遷宮           | 内宮                     | 明治          |
| 明治42年（1909年）                 | 10月5日                            | 第57回式年遷宮           | 外宮                     | 明治          |
| 昭和4年（1929年）                  | 10月2日                            | 第58回式年遷宮           | 内宮                     | 昭和          |
| 昭和4年（1929年）                  | 10月5日                            | 第58回式年遷宮           | 外宮                     | 昭和          |
| 昭和24年（1949年）                 | 昭和24年（1949年）                 | 延期遷宮，先行改建宇治橋 | 延期遷宮，先行改建宇治橋 | 昭和          |
| 昭和28年（1953年）                 | 10月2日                            | 第59回式年遷宮           | 内宮                     | 昭和          |
| 昭和28年（1953年）                 | 10月5日                            | 第59回式年遷宮           | 外宮                     | 昭和          |
| 昭和48年（1973年）                 | 10月2日                            | 第60回式年遷宮           | 内宮                     | 昭和          |
| 昭和48年（1973年）                 | 10月5日                            | 第60回式年遷宮           | 外宮                     | 昭和          |
| 平成5年（1993年）                  | 10月2日                            | 第61回式年遷宮           | 内宮                     | 上皇明仁      |
| 平成5年（1993年）                  | 10月5日                            | 第61回式年遷宮           | 外宮                     | 上皇明仁      |
| 平成25年（2013年）                 | 10月2日                            | 第62回式年遷宮           | 内宮                     | 上皇明仁      |
| 平成25年（2013年）                 | 10月5日                            | 第62回式年遷宮           | 外宮                     | 上皇明仁      |

## 註解
1. ↑  一説為天武天皇15年（686年）。
2. ↑  一説為持統天皇元年（687年）。
3. ↑  因正殿燒毀而臨時遷宮。
4. ↑  因正殿燒毀而臨時遷宮。
5. ↑  因正殿燒毀而臨時遷宮。
6. ↑  因正殿燒毀而臨時遷宮。
7. ↑  因第二次世界大戰延期遷宮，僅因宇治橋腐朽損害嚴重而先行改建工程

## 外部連結
- 伊勢神宮 （页面存档备份，存于）
  - 式年遷宮 （页面存档备份，存于）
- 伊勢神宮式年遷宮広報本部
- 式年遷宮記念 せんぐう館 （页面存档备份，存于）
- お白石持行事 - 御遷宮対策委員会
- 式年遷宮NAVI - 近鉄
- 伊勢神宮式年遷宮 - JR東海
- 遷宮チャンネル - ISEインターネット放送局
- 年間参拝客1000万人！伊勢参宮ブームの謎を解く - WEDGE Infinity （页面存档备份，存于）
- シリーズ遷宮 第1回 伊勢神宮~アマテラスの謎~
- 二つの遷宮 伊勢と出雲のミステリー
- 太一御用船（伊勢市神社港） （页面存档备份，存于） - 伊勢志摩きらり千選（財団法人伊勢志摩国立公園協会）